# Wit Karol Wojtowicz
Wit Karol Wojtowicz (ur. 3 października 1953 w Łańcucie) – polski historyk sztuki i muzealnik. W latach 1990–2023 dyrektor Muzeum – Zamku w Łańcucie.

## Życiorys
W 1982 absolwent historii sztuki Katolickiego Uniwersytetu Lubelskiego, od 1980 pracownik merytoryczny, a w latach 1990–2023 dyrektor Muzeum-Zamku w Łańcucie. Członek m.in. International Council of Museums, członek Rady Muzeum w Wilanowie, a także placówek muzealnych m.in. w Kozłówce, Lublinie, Pszczynie, Rzeszowie i Przemyślu, członek Rady ds. Muzeów przy Ministrze Kultury i Dziedzictwa Narodowego. 
Opozycjonista antykomunistyczny od lat siedemdziesiątych, członek Sceny Plastycznej Teatru Akademickiego KUL (1974–1976), organizator m.in. nielegalnych drukarni i przerzutu do Polski książek drugiego obiegu z Niemiec, a w 1980 współzałożyciel „Solidarności” na Zamku.
Powołany do Rady Muzeum przy Zamku Królewskim w Warszawie.
Wszedł w skład komitetu wspierającego kandydaturę Karola Nawrockiego na prezydenta RP w wyborach w 2025.

## Odznaczenia i nagrody
- 1996: Złota Odznaka „Za opiekę nad zabytkami”,
- 1998 i 1999: laureat plebiscytów za rok 1997 i 1998 w kategorii Osobowość Roku Województwa Podkarpackiego,
- 2001: Odznaka „Zasłużony Działacz Kultury”,
- 2008: Krzyż Komandorski Orderu Odrodzenia Polski[6][3],
- 2010: Srebrny Medal „Zasłużony Kulturze Gloria Artis”,
- 2017: Nagroda VIP-Kultura Województwa Podkarpackiego[7],
- 2019: Złoty Medal „Zasłużony Kulturze Gloria Artis”[8].
- 2019: Krzyż Wolności i Solidarności[9]
- 2023: Krzyż Komandorski z Gwiazdą Orderu Odrodzenia Polski[10]